# Грамматопулос, Костас
Костас Грамматопулос (греч. Κώστας Γραμματόπουλος, 1916, Афины — 1 октября 2003, Афины) — видный греческий художник, гравер и иллюстратор XX века.

## Биография
Грамматопулос родился в Афинах в 1916 году.
Учился в Афинской школе изящных искусств у Янниса Кефаллиноса. Много позже стал преподавателем гравюры этой Школы.
Художник выставил свои работы в Греции впервые в 1958 году, после возвращения из Парижа, но в действительности Греция была знакома с работами этого «неизвестного» художника и гравера:
- Военные афиши греко-итальянской войны 1940 года
- Иллюстрации к Азбуке 1955 года. В. Тризонис именует Грамматопулоса «гравером наших детских душ»[7]
- Иллюстрации к детским книгам «Персей и Андромеда», «Тезей и Минотавр».

Художник Яннис Царухис с благодарностью писал о Грамматопулосе, что афиша ЭАМ (Национально-освободительного фронта Греции) в годы тройной германо-итало-болгарской оккупации Греции и «Азбука» Грамматопулоса вселяли в него оптимизм в будущее нации.
Грамматопулос принял участие в Биеннале Венеции 1964 года, где получил Первую премию и Флоренции 1974 года, где получил Золотую медаль.
Герб Греческой республики после падения военной диктатуры в 1974 году является работой Грамматопулоса.
«Художник и гравер Эгейского моря» умер в преклонном возрасте в 2003 году.